# كندرا سندرلاند
كندرا سندرلاند (بالإنجليزية: Kendra Sunderland)‏ ممثلة افلام إباحية أمريكية ولدت يوم 16 يونيو 1995 في سايلم، أوريغون، الولايات المتحدة.

## روابط خارجية
- كندرا سندرلاند على موقع IMDb (الإنجليزية)
- كندرا سندرلاند على موقع قاعدة بيانات الفيلم (الإنجليزية)
- كندرا سندرلاند على موقع كينوبويسك (الروسية)